# Anders Olufsen Gyldenstjerne
Anders Olufsen Gyldenstjerne (Hack) til Palsgård (død 16. oktober 1534), dansk adelsmand.
Han var søn af Oluf Pedersen Gyldenstjerne til Estvadgård og Anne Rosenkrantz til Palsgård, der igen var en datter af Ludvig Nielsen Rosenkrantz og Kirsten Hack. 
Han skriver sig også til Palsgård, og det er vel grunden til, at både han og hans bror Erik Olufsen Gyldenstjerne bar deres mormors slægtnavn Hack, indtil de efter en forordning af 1526 om faste tilnavne for adelen antog navnet Gyldenstjerne. 
Han nævnes allerede i Christian 2.'s tid som forstander for Hundslund Kloster i Vendsyssel. I 1527 forlenedes han desuden af Frederik 1. med degnedømmet i Roskilde, det første prælatur ved Roskilde Domkirke, og måtte ved den lejlighed forpligte sig til ikke at søge bekræftelse herfor hos paven, men kun hos kongen. 
I grevefejdens tid sluttede han sig til Christian 3., uagtet han derved blev frataget degnedømmet i Roskilde, og da Skipper Clement hærgede Vendsyssel, blev Hundslund Kloster forlenet til en bonde. 
I et interessant brev til sin bror Erik skildrer han forholdene i Vendsyssel på denne tid og opfordrer ham ivrigt til at slutte sig til Christian 3. uden at tage hensyn til de tab, han derved led. 10 Dage senere faldt han selv 16. oktober 1534 i Slaget ved Svenstrup mod Skipper Clement. 